# Оборона Станиславова (1764)
Оборона Станиславова 1764 — оборона міста Станиславів від російських імператорських військ 1764.

## Історія
У 1763 році помер Король Август III. Шляхта відмовилась присягнути Станіславу II Понятовському бачачи в нього російського представника. Польські еліти проголосили 23 липня 1763 року в місті Галич Конфедерацію. Очільниками стали власниця міста Катажина Косаковська та Францішек Салезій Потоцький.
Росія відправила придушити повстання під командуванням князя Михайла Дашкова.
Конфедерати вирішили сформувати оборону міста Станиславів. Князь Дашком року обложив місто. Обстрілював стіни міста з гармат. Внаслідок браку фуражу та підтримки оборона міста капітулювала 7 січня 1764. Російські війська перебували у місті до 5 жовтня 1764.

## Історіографія питання
Професор Грабовецький Володимир висвітлює дану окупацію міста як "звільнення від патріціального-католицького ладу" пише, що російські війська "допомогали українському населенню". Праця наповнена маркситськими та ленінськими стереотипами хоча праця написана після відновлення незалежності України в 1999 році.

## Див.також
- Бої за Станиславів (1704)
- Оборона Станиславова (1739)
- Бої за Станиславів (1809)
- Битва за Станиславів (1914-1917)
- Бої за Станиславів (1919)
- Бої за Станиславів (1939)
- Бої за Станиславів (1941)